# Galiteuthis glacialis
Galiteuthis glacialis  (лат.) — вид кальмаров из семейства кранхииды (Cranchiidae), обитающий в антарктической конвергенции. Эндемик Антарктики, встречается в Южном океане в море Уэдделла и у Южных Шетландских островов. Один из наиболее многочисленных и широко распространенных видов антарктического кальмара. Пелагический кальмар, который обнаружен в мезопелагическом и батипелагическом слоях океана, демонстрирует вертикальную миграцию. Максимальная длина мантии может достигать 50 см.

## Ареал и местообитание
Galiteuthis glacialis встречается преимущественно в Южном океане. Его ареал занимает северную и восточную части моря Уэдделла, менее распространён в самой южной части моря. Предпочитает открытый океан и крутой континентальный склон восточного моря Уэдделла. Также встречается вокруг Южных Шетландских островов. На ранних этапах развития обитает на глубине 300—1000 м. По мере роста и созревания перемещается в более глубокие воды. Взрослые особи встречаются, как правило, на глубине 700 м и глубже.
Для вида характерны вертикальное распределение и суточная вертикальная миграция. Параларва и молодь обитает в эпипелагической и мезопелагической зонах на глубине 300—400 м в течение дня, мигрируя ближе к поверхности на глубины до 200—300 м в ночное время. Молодые и взрослые кальмары обитают в нижних мезопелагических и батипелагических зонах на глубинах 500—2500 м. Верхний предел миграции этого вида обусловлен более высокой температурой и меньшей солёностью (менее 34,2 ‰) верхних антарктических вод. Кроме суточной существует также сезонная вертикальная миграция, при которой зрелые кальмары предпочитают оставаться ниже более тёплого, менее засоленного поверхностного слоя воды летом и поднимаются в более верхние слои осенью.

## Описание
G. glacialis имеет прозрачное тело. У взрослых особей — желатиновая текстура, а у молоди — кожистая, мускулистая. Мантия узкая спереди и медиально покрыта острыми бугорками. Плавник ланцетовидный, его задний конец напоминает короткую тонкую иглу. Голова маленькая с большими глазами, в которых расположены два фотофора. Но, однако, известно, что у этого вида фотофоры не производят биолюминесценцию. У кальмара объёмный желудок и маленькая слепая кишка, возможно, из-за недостатка источников пищи на больших глубинах. Желудок служит как депо энергии частично переваренного материала, который впоследствии может быть переведён в слепую кишку для полного переваривания, что позволяет кальмару продлять переваривание пищи при её недостатке. Для вида характерен изометрический рост частей тела.

## Экология
Этим кальмаром питаются морские птицы, морские млекопитающие и рыбы. В некоторой степени на него охотится южный морской слон, причём только на взрослых особей, игнорируя молодь. Чернобровый альбатрос (Thalassarche melanophris) и сероголовый альбатрос (Thalassarche chrysostoma) также предпочитают взрослых кальмаров. Хотя сами альбатросы не могут погрузиться достаточно глубоко, чтобы достичь взрослых кальмаров, но последних может выносить на поверхность океана в результате разложения тканей либо в процессе апвеллинга. Переваренные части G. glacialis были обнаружены в желудках вида ледяной рыбы, обитающей в Южном океане.
В питании G. glacialis — оппортунисты, которые охотятся на всё, что для них доступно. Их добычей, вероятно, являются мезопелагический зоопланктон, который кормится тонущим органическим веществом. Наиболее же частой добычей кальмара являются ракообразные, щетинкочелюстные и рыбы.

## Размножение и жизненный цикл
Параларва G. glacialis вылупляется в батипелагическом слое и пассивно поднимаются в верхние слои воды, рассеиваясь в эпипелагической и в основном мезопелагической зонах. Начало созревания начинается в батипелагической зоне, и по мере созревания параларва осуществляет суточную вертикальную миграцию. Зрелые самки нерестятся в более глубоких водах батипелагической зоны, после чего у них начинается распад, или дегенерация, тела, которая увеличивает их плавучесть, в результате чего они всплывают на поверхность воды.
Нерест происходит в глубокой воде, где личинки подвергаются меньшей опасности. У самок овальные ооциты, а у самцов — сперматофоры. Во время совокупления самец захватывает мантию самки и откладывает сперматофоры непосредственно на наружную дорсальную поверхность мантии самки. Предполагается, что сперматофоры растворяют область мантии самки, чтобы попасть на внутреннюю полость. Это достигается с помощью химического механизма, видимо, ферментативного, в результате самка может погибнуть от бактериальной инфекции открытой раны даже до нереста.
После успешного нереста у самки начинается дегенерации желатиновой ткани, она теряет мускулатуру, что повышает плавучесть и поднимает её к поверхности. Самцы не подвергаются дегенерации. Предполагается, что самцы умирают после спаривания и опускаются на морское дно, что может объяснить, почему зрелые самки попадают в сети гораздо чаще, чем зрелые самцы, которых редко отлавливают.